# شهرستان هنکاک (ایندیانا)
شهرستان هنکاک، ایندیانا (به انگلیسی: Hancock County, Indiana) شهرستانی در ایالات متحده آمریکا است که در ایندیانا واقع شده‌است.